# Mastara

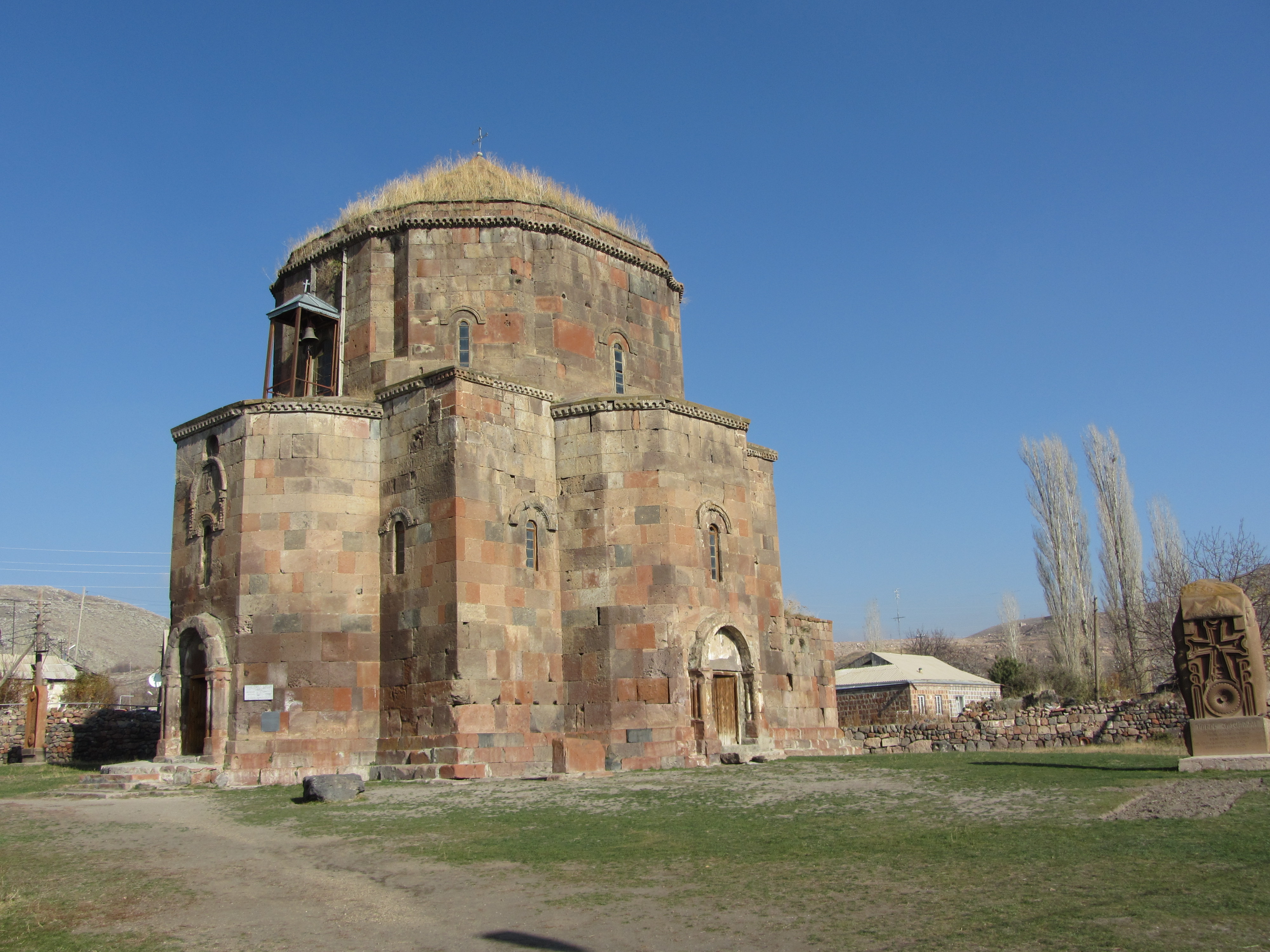
Johanneskirche von Südwesten

Mastara (armenisch Մաստարա), früher Nerkin, ist ein Dorf und eine Landgemeinde (hamaynkner) in der nordarmenischen Provinz Aragazotn mit 2652 Einwohnern im Jahr 2012 nach der amtlichen Statistik. In der Ortsmitte blieb die Johanneskirche (Surb Hovanes) aus dem 7. Jahrhundert erhalten, eine für die Entwicklung des armenischen Zentralbaus bedeutende Architekturform („Mastara-Typ“) mit vier Konchen.

## Lage
Mastara liegt auf 1723 Metern Höhe in einer von flachen Hügeln umgebenen Senke im Westen des Berges Aragaz. Von der Schnellstraße M1 zwischen Jerewan und Gjumri zweigt rund 75 Kilometer nördlich der Hauptstadt Jerewan und sieben Kilometer hinter Talin eine Straße nach Osten ab. Sie führt durch die einen knappen Kilometer neben der Schnellstraße gelegene Ortsmitte von Mastara und weiter in die Ausläufer des Aragaz bis zum Dorf Garnahovit mit einer Zentralkuppelkirche aus dem 7. Jahrhundert. Das nächste Dorf an der M1 Richtung Gjumri ist das 14 Kilometer entfernte Maralik, von dem eine Straße in östlicher Richtung über Pemzaschen nach Artik führt. Auf einer Nebenstraße in westlicher Richtung ist die an der türkischen Grenze gelegene Basilika von Jereruk nahe der Siedlung Anipemza zu erreichen. Die steinigen und nur mit Gras bewachsenen Hügel werden als Weideland für Rinder und Schafe genutzt.

## Geschichte
Die Gegend ist seit vorchristlicher Zeit besiedelt, wie Schlangen- oder Drachensteine (Vishap-Steine) zeigen, die als Idole verehrt wurden. Im 1. Jahrtausend v. Chr. verlief eine urartäische Handelsroute von Norden bis in die Ararat-Ebene vermutlich entlang der heutigen Straße an Mastara vorbei. Die Geschichte des Ortes ist wesentlich mit seiner Kirche verknüpft. Der Name Mastara ist nach der örtlichen Überlieferung aus den beiden Wörtern mas, „ein Stück“ und tara, „ich begrub“ zusammengesetzt und erinnert an Gregor den Erleuchter, der Anfang des 4. Jahrhunderts eine Reliquie von Johannes dem Täufer aus Caesarea mitgebracht und unter der Stelle des Altars vergraben haben soll. Der Ortsname kann auch von mar und t-ar-a, „von Gott“ oder „zu Gott gehörig“ abgeleitet werden. In jedem Fall geht es wie bei den Herkunftslegenden vieler armenischer Kirchen darum, mit dem heiligen Gregor den frühesten und bedeutendsten Prediger des armenisch-apostolischen Christentums als Begründer anzuführen.
In einer schlecht erhaltenen griechischen Inschrift an der Südwand der Kirche wurde das Wort Peroz identifiziert, das sich auf den sassanidischen Herrscher Peroz I. beziehen soll, der 459 bis 484 regierte. Dies würde die Fertigstellung (eines Vorläufers) der heutigen Kirche und damit die Existenz des Ortes im 5. Jahrhundert bedeuten. Eine andere Inschrift verweist auf den Bischof Theodoros Gnuni, der 645 am Konzil von Dwin teilgenommen hatte. Folglich könnte die Kirche in der Mitte des 7. Jahrhunderts gebaut worden sein. Bis ins 19. Jahrhundert standen die Umfassungsmauern einer Festung, die im Mittelalter um die Kirche errichtet worden war und zusammen mit Grabstätten und anderen Funden für die frühere Bedeutung des Ortes sprechen. Im 18. Jahrhundert war der Kirchhof von einem hohen Zaun umgeben. Der Priester des Dorfes ließ den Zaun 1889 entfernen und die Umgebung herrichten, wie aus einer Inschrift an der Südwand der Ostkonche hervorgeht. 1935 wurde die Kirche für Gläubige geschlossen und diente während der Sowjetzeit als Viehstall. 1993 wurde sie als Gotteshaus wiedereröffnet.

## Ortsbild

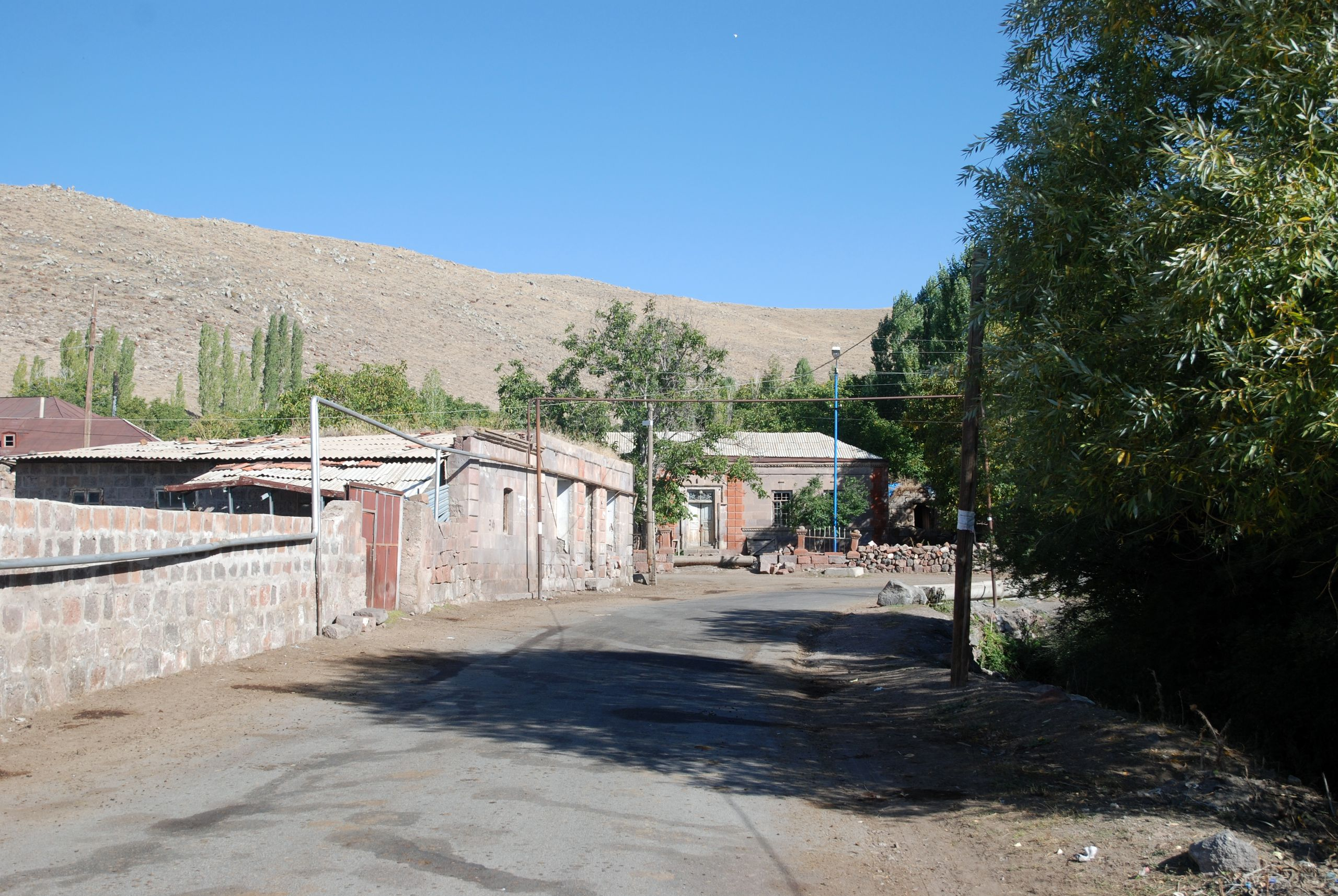
Hauptstraße in der Ortsmitte

Bei der Volkszählung des Jahres 2001 wurde die offizielle Einwohnerzahl mit 2581 angegeben. Im Januar 2012 lebten laut der amtlichen Statistik 2652 Einwohner in Mastara.
Im kompakten Ortskern bestimmen eingeschossige Bauernhäuser mit Walmdächern aus Faserzementplatten, Viehställe und Gärten hinter Mauern entlang kurviger Fahrwege das Bild. In den Gärten gedeihen Pappeln und Obstbäume. Es gibt eine Sekundarschule und entlang der Durchgangsstraße mehrere Lebensmittelläden und eine Apotheke. Die Johanneskirche steht in einem ummauerten Bezirk mitten im Ort. Etwas südlich davon verbirgt sich eine kleine und einfache Saalkirche (Surb Nshan) mit Tonnengewölbe aus frühchristlicher Zeit zwischen den Häusern. Zu ihr gehört ein Schrein für Tukh Manuk, eine aus dem vorchristlichen Volksglauben überlieferte Figur eines schwarzen Jünglings. Auf dem Friedhof stammen einige Grabsteine aus dem Mittelalter. Die Ruine einer einschiffigen Kapelle vermutlich aus dem 7. Jahrhundert und Chatschkare aus dem 10., 12. und 17. Jahrhundert blieben dort ebenfalls erhalten.
Auf einem Hügel nordöstlich des Ortes sind die Ruinen einer Festung mit einer einschiffigen Kirche (Surb Stephanos) aus dem 10./11. Jahrhundert zu finden.

## Johanneskirche

### Herkunft und Verbreitung

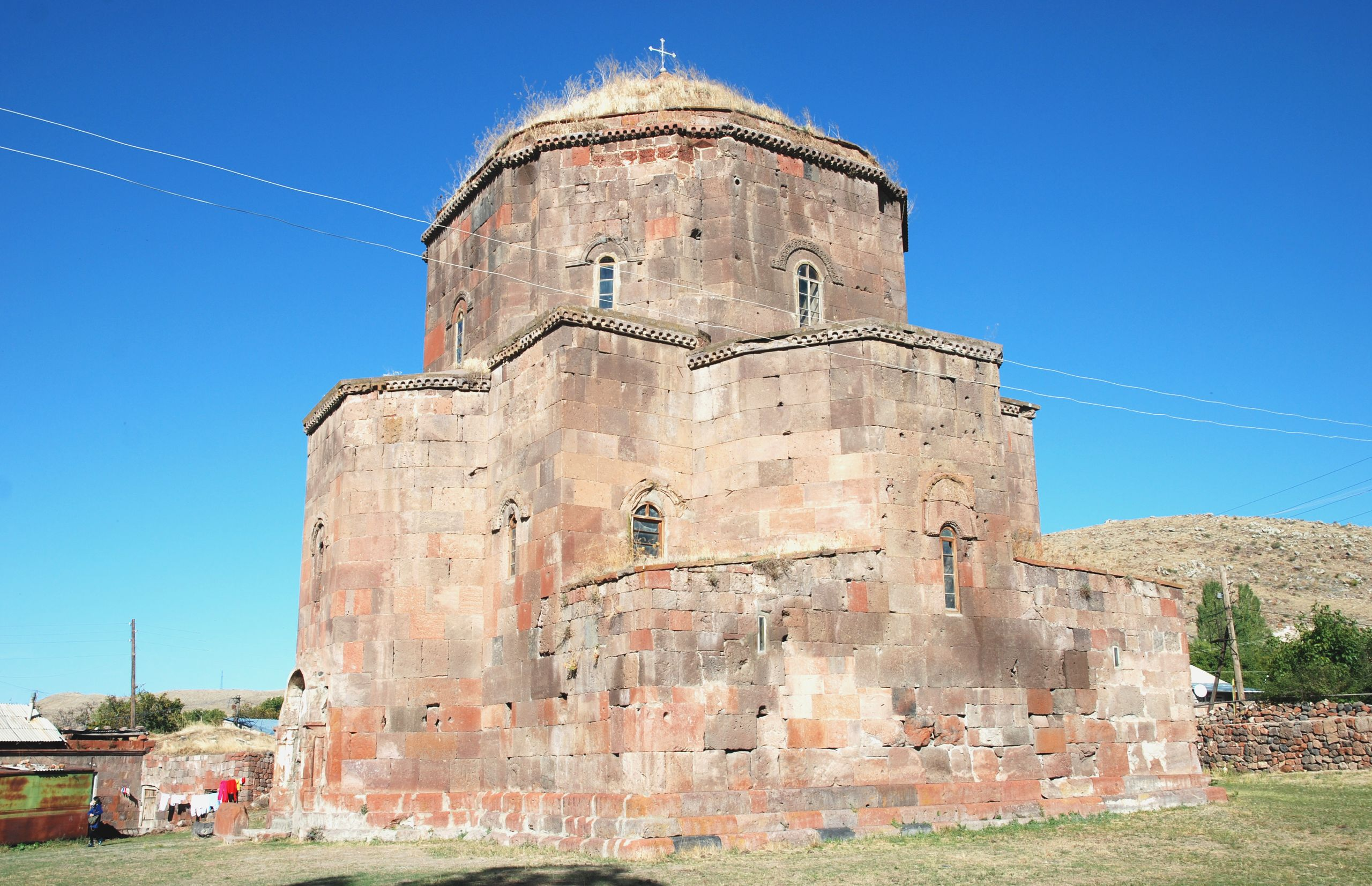
Johanneskirche von Südosten

Die Johanneskirche (Surb Hovanes) ist eine Zentralkuppelkirche mit vier Konchen. Bereits die ältesten armenischen Zentralbauten des 5. Jahrhunderts besaßen im Zentrum eine quadratische Struktur, die von einer Kuppel mit einem dazwischen geschalteten zylindrischen Tambour überdeckt war. Die Erweiterung dieser einfachsten Grundform erfolgte durch Konchen an jeder Seite, wodurch sich nicht nur der Innenraum vergrößerte, sondern auch die Schubkräfte der Kuppel besser seitwärts abgeleitet werden konnten. Ein solcher Tetrakonchos bildete die Grundlage für die Entwicklung der Zentralbauten in der armenischen Baukunst. Als Vorbilder von außerhalb wird auf Syrien und Mesopotamien verwiesen, etwa auf die Tetrakonchen-Kirchen von Seleucia Pieria (Mitte 6. Jahrhundert) oder Resafa (Anfang 6. Jahrhundert).
Der älteste erhaltene Tetrakonchos in Armenien ist der Neubau der Kathedrale von Etschmiadsin (Etschmiadsin II) um 485, der vier frei stehende Mittelpfeiler besitzt und so der völlig zerstörten Kathedrale von Bagaran aus den 630er Jahren entspricht. Daneben entstanden im 7. Jahrhundert kleine Drei-Konchen-Kirchen ohne Mittelpfeiler wie die Muttergotteskirche von Talin oder Monokonchen mit ebenfalls kreuzförmigem Grundriss wie Lmbatavank oder die Kamrawor-Kirche von Aschtarak. Die Kirche von Mastara stellt eine Weiterentwicklung dar, bei der der Kuppeldurchmesser deutlich vergrößert wurde. Durch ihre klare Form und ihre zeitliche Einordnung, die von manchen Forschern bis in die Mitte des 6. Jahrhunderts vorverlegt wird, steht sie für eine als „Mastara-Typ“ bezeichnete Gruppe von Zentralbauten.
Beim Mastara-Typ treten die Konchen mittig über den rechteckigen Grundriss hinaus und die östliche Konche ist von Nebenräumen umgeben, weshalb von einem teilummantelten Bau gesprochen wird. Diesem Modell werden die Sergiuskirche in Artik, die Muttergotteskirche in Woskepar (Provinz Tawusch), die Gregorkirche des Klosters Haritschawank (alle 7. Jahrhundert), die Klosterkirche von Soradir (in der Nähe des Vansees) und die Kathedrale von Kars (10. Jahrhundert) zugerechnet. 
Eine weitere Vergrößerung und statische Verbesserung stellt der „Awan-Hripsime-Typ“ dar. Hier wurde, wie bei den beiden Namensgebern, der Kathedrale von Awan (Stadtteil von Jerewan) und der Hripsime-Kirche von Etschmiadsin, der Grundriss durch Nebenräume in allen vier Ecken zu einem außen quadratischen Baukörper erweitert. Diese wesentlich komplexeren Formen können jedoch nicht pauschal in eine zeitliche Entwicklungslinie nach dem Mastara-Typ gestellt werden, wie es Josef Strzygowski 1918 für seine architektonische Evolutionstheorie benötigte. Tatsächlich müssen sich die verschiedenen Formen nebeneinander gebildet haben, denn die Mastara-Kirche lässt sich nicht genauer als in die Mitte des 7. Jahrhunderts einordnen, während Awan um 600 und Hripsime 618 datiert wird.

### Bauform

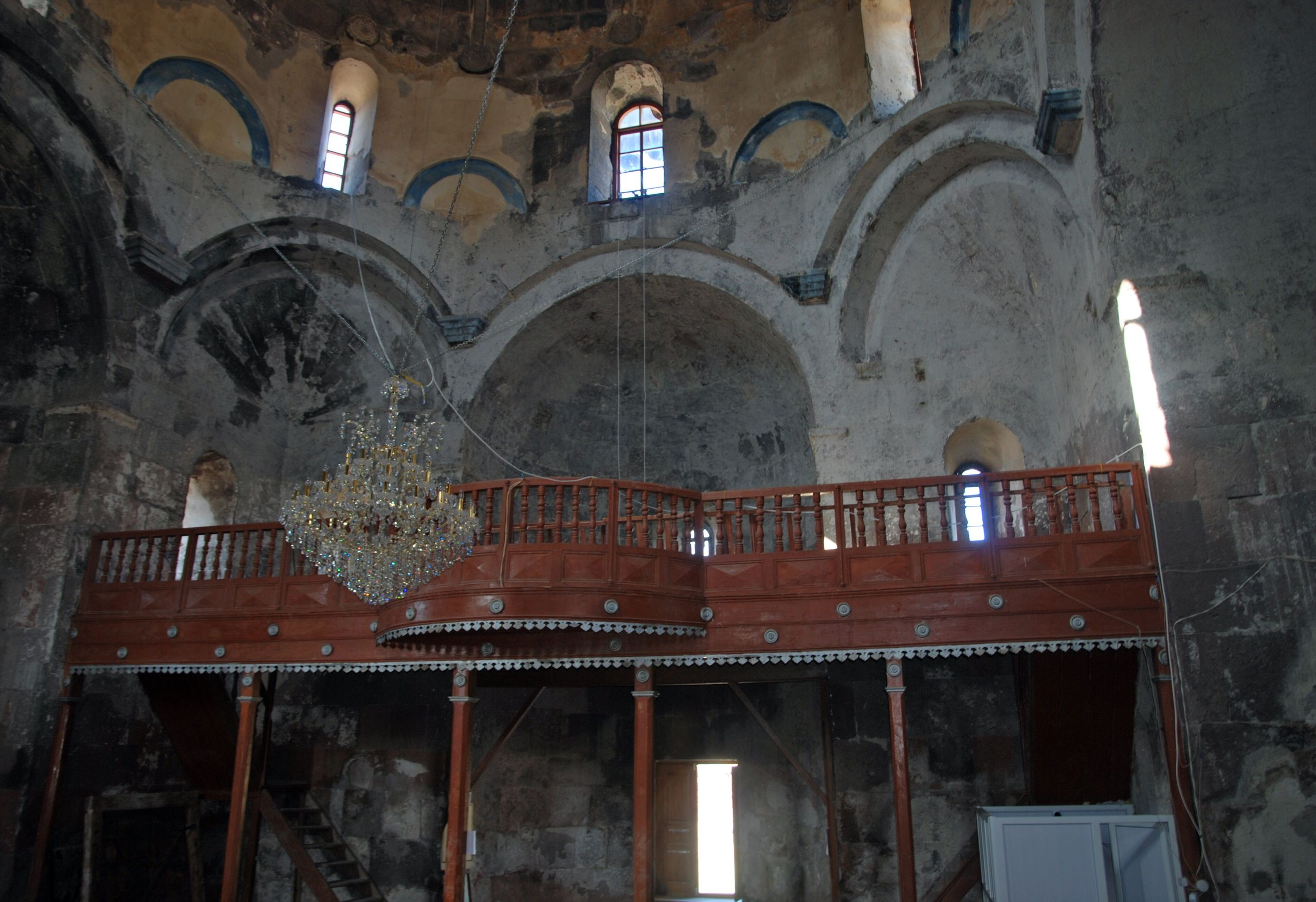
Holzempore an der Westseite. Übergang zum Tambour abwechselnd durch Halbkugeln und Trompen.

Das Gebäude ist nahezu symmetrisch und misst innen 11,2 × 12 Meter. Alle vier über die quadratische Grundform hinausragenden, halbkreisförmigen Konchen sind von einer pentagonalen Außenwand umgeben. Ihre Breite beträgt innen etwa fünf Meter. Die Ostapsis wird nur in ihrem unteren Bereich von rechteckigen Nebenräumen flankiert, deren flach geneigte Pultdächer bis zur halben Höhe der Außenwände reichen. Der oktogonale Tambour wird an den Wandecken durch rechtwinklig eingeschnittene Nischen gegliedert. Sie befinden sich über den Trompen und tragen an dieser Stelle zur Gewichtsreduzierung bei. Die Kuppel wird von einem Pyramidendach überdeckt.
Die beiden Portale in der West- und der Südkonche sind von breiten Blendbögen über viergliedrigen Säulen mit würfelförmigen Kapitellen umgeben. Eine ähnliche Portalgestaltung, jedoch mit Doppelsäulen, war im 7. Jahrhundert weit verbreitet. Ein Rundbogenfenster befindet sich in jeder geraden Wand des Hauptbaus und in den Wandflächen des Tambours. Ergänzend zu den üblichen hufeisenförmigen Ornamentfriesen über den Fenstern ist das Westfenster durch ein ungewöhnliches Ornament betont. Über dem Fensterbogen spannt sich ein weiterer Bogen, der ein Feld mit einer Inschrift und ein Kreuzrelief umrahmt. Die Fensterbögen sind mit einem reichen Formenschatz dekoriert: unter anderem hufeisenförmige Friese, Flechtbänder, Weinranken und Kanneluren. Kranzgesimse mit hufeisenförmigen Bögen bilden die Traufkante am Hauptbau und am Tambour.
Im Innern wechseln sich am Übergang der Wände zum Tambour Halbkugeln über den acht Konchen mit acht großenTrompen in den Ecken ab. Unmittelbar darüber folgen acht kleinere Trompen, die zu den 16 inneren Wandfeldern des Tambours überleiten, von denen jedes zweite durch ein Rundbogenfenster erhellt wird. Oberhalb der Fensterreihe vermitteln 16 noch kleinere Gewölbezwickel zu einer 32-seitigen Übergangszone zum Grundkreis der Kuppel. Zwölf schmale Rippen verlaufen strahlenförmig über die Kuppel und gehören zu den wenigen ornamentalen Gliederungen. Die Nebenräume sind durch Türen vom Kirchenschiff aus zugänglich. Auf den vermutlich von einem älteren Bau stammenden Türstürzen der Eingänge zu den Nebenräumen ist die Verherrlichung des Kreuzes zu sehen. Die Szene blieb unvollständig und zeigt nur einen Engel vor dem Kreuz. Der nördliche Nebenraum ist mit einer halbrunden Apsis ausgestattet, die Sakristei im Süden mit einer geraden Ostwand dient als Kleiderkammer und zur Aufbewahrung der Ritualobjekte.
Die Wände sind zum großen Teil verputzt. Reste von Malereien sind nicht mehr oder waren nie vorhanden. Die Kirche ist für Gottesdienste eingerichtet. Sie wirkt hell und geräumig. Eine hölzerne Empore über dem westlichen Drittel des Raumes ist durch Holztreppen an beiden Seiten zugänglich.

### Inschriften

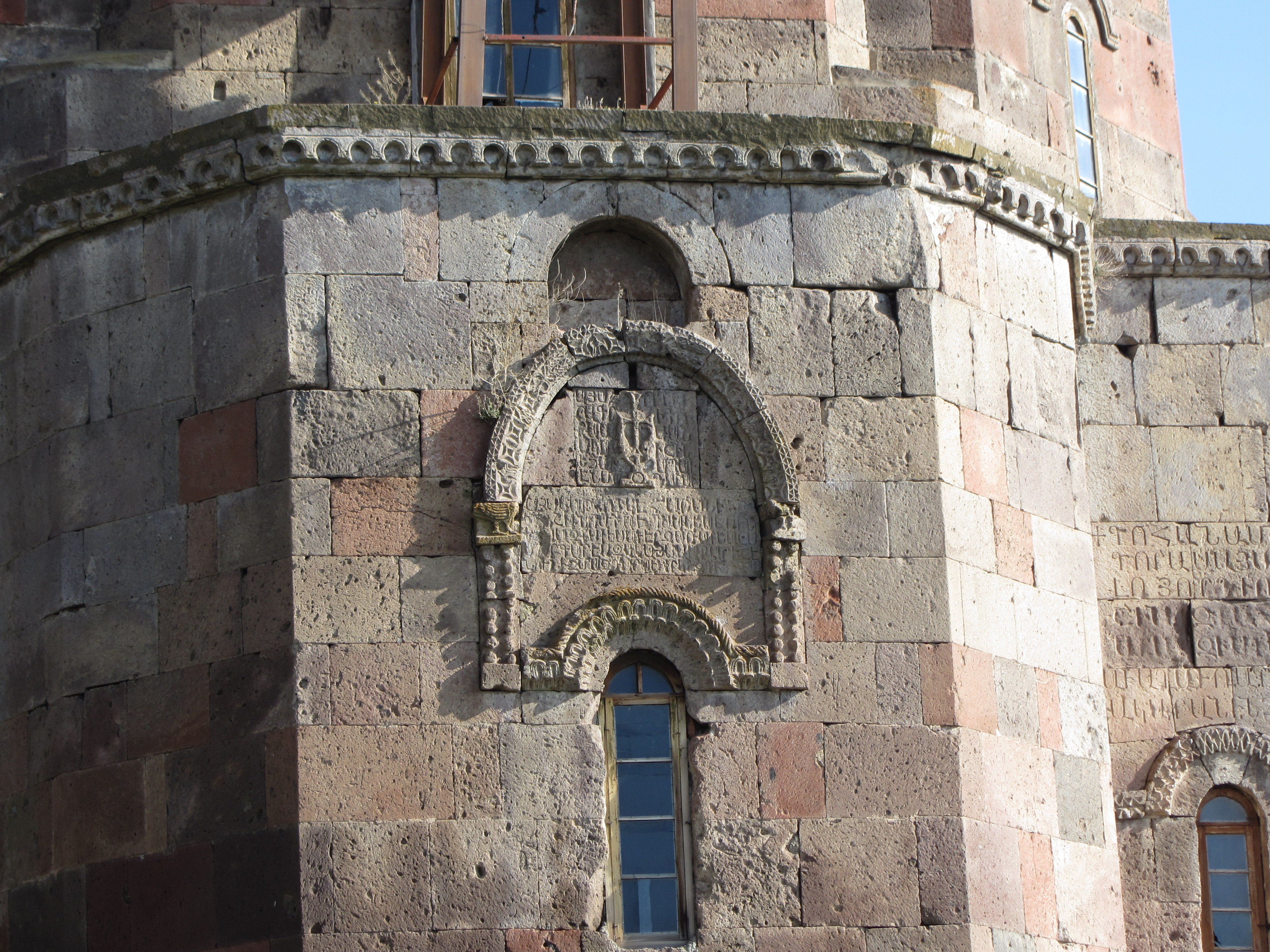
Bogenfeld über dem Fenster der Westkonche

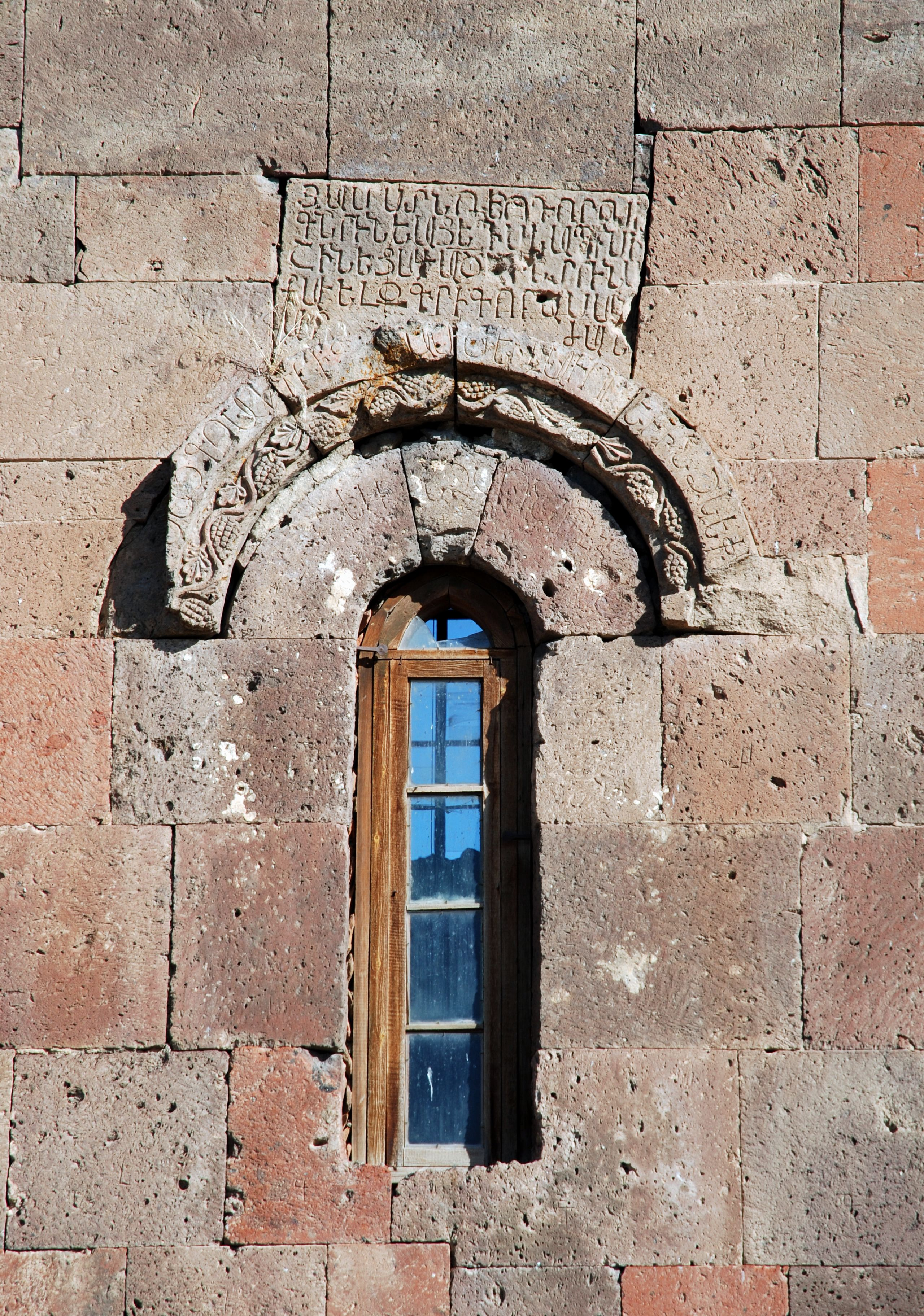
Inschrift über dem Südfenster

In sieben Inschriften wird der Name des Auftraggebers Grigoras Siwni genannt. Wer er war, ist nicht bekannt. Für die Datierung am wichtigsten ist die Inschrift auf einem Stein über dem Bogenfries des Südfensters. Ihre Übersetzung lautet: „Zur Zeit des Herrn Theodoros, Bischofs von Gnunikh, wurde das göttliche Haus erbaut, um den unwürdigen Grigoras zu erlösen.“
Von Bischof Theodoros Gnuni (Gnunikh) ist bekannt, dass er 645 am Konzil in Dwin teilgenommen hatte. Daraus leiten Strzygowski und fast alle nachfolgenden Forscher die Datierung der Kirche in die Mitte des 7. Jahrhunderts ab. Bei keiner Inschrift handelt es sich jedoch um die Widmung des ursprünglichen Baus. Erhaltene, später hinzugefügte Bauinschriften wiederholen üblicherweise wörtlich frühere Inschriften oder geben sinngemäß früher stattgefundene Ereignisse wieder. Bauinschriften waren als Bewahrer der möglichst lange zurückreichenden Tradition eines Gebäudes zur Selbstidentifikation der Gemeinde von Bedeutung und wurden, falls ein Neubau notwendig war, als Spolien übernommen. Kopien fertigte man allgemein nur an, wenn das Kirchengebäude mitsamt seinen Inschriften zerstört war. Ulrich Bock äußert daher Zweifel an der Altersbestimmung und schlägt eine Entstehung in der Zeit der Ersatzinschriften ab dem 9. Jahrhundert vor.
Eine Inschrift erwähnt die Restaurierung der Kirche im Jahr 891 durch Sargis, einen Sohn des Priesters Artawasd, andere Inschriften stammen aus den Jahren 1010 und 1015. In den beiden Inschriften im Bogenfeld über dem Westfenster steht: „Durch Gottes Hilfe an dem Mönche Grigoras wurde der Zufluchtsort erbaut.“ Und: „Diese Kathedrale ist eine Braut mit dem Kreuze als Krone bekränzt, sie hat als Bräutigam Christus, als Brautgäste die Apostel, Propheten und Märtyrer, sie beschützt uns durch Jahrhunderte und erlöst den Grigoras.“

## Söhne und Töchter von Mastara
- Howhannes Barseghjan (1920–2014), Linguist